# 宁乡三绝
宁乡三绝，指的是来自湖南省长沙市宁乡市的三位饮誉海内外的三位艺术大师：一位是工绘鸟兽人物的画家杨世焯，一位是身怀绝技的雕刻家周义，一位是湘绣大师肖咏霞。因为他们都是宁乡麻山一带人，所以被誉为“宁乡三绝”，又称“麻山三杰”。

## 概况
| 姓名   | 出生年 | 逝世年 | 职业           |
| ------ | ------ | ------ | -------------- |
| 杨世焯 | 1843年 | 1910年 | 国画水墨画大师 |
| 肖咏霞 | 1887年 | 1954年 | 湘绣大师       |
| 周义   | 1861年 | 1911年 | 雕刻大师       |